# إرنست ميرتون
إرنست ميرتون هو فلاح وسياسي أمريكي، ولد في 9 أغسطس 1848، وتوفي في 24 ديسمبر 1920. انتخب عضو مجلس ولاية ويسكونسن ‏.